# Bartłomiej Bis
Bartłomiej Bis (Kielce, 25 de marzo de 1997) es un jugador de balonmano polaco que juega de pívot en el Coburg 2000. Es internacional con la selección de balonmano de Polonia.

## Palmarés

### Kielce
- Liga de Polonia de balonmano (4): 2016, 2017, 2018, 2019
- Liga de Campeones de la EHF (1): 2016
- Copa de Polonia de balonmano (3): 2016, 2017, 2018

## Clubes
| Club              | País     | Año         |
| ----------------- | -------- | ----------- |
| Vive Kielce       | Polonia  | 2015 - 2019 |
| NMC Górnik Zabrze | Polonia  | 2019 - 2022 |
| Coburg 2000       | Alemania | 2022 - Act. |